# AO-63
AO-63 là một súng trường tấn công kiểu AK hai nòng dùng đạn 5,45x39mm của Liên Xô. Đây là mẫu súng thử nghiệm do Sergei Gavrilovich Simonov và Pyotr Andreevich Tkachyov thiết kế và TsNIITochMash chế tạo để tham gia cuộc thi tìm kiếm một loại súng trường tấn công đầy triển vọng cho Lực lượng vũ trang Liên Xô. Trong các cuộc thử nghiệm cạnh tranh, súng đã chứng minh được độ chính xác cao khi bắn (chỉ có AO-63 và súng trường tấn công AN-94 đáp ứng được các yêu cầu của ủy ban theo tiêu chí này), nhưng dựa trên tổng số chỉ số, súng AN-94 được công nhận là tốt nhất và đã trở thành người chiến thắng trong cuộc thi Abakan.
AO-63 hoạt động theo cơ chế nạp đạn bằng khí nén. Vũ khí này có nòng súng đặt cạnh nhau, trong đó nòng bên phải chiếm ưu thế, có hai bu lông xoay/piston khí và đẩy ra từ cả hai bên. Nhóm cò súng có bộ chọn ba vị trí ở phía bên phải của bộ thu: Loại đầu tiên là chế độ bán tự động bắn một nòng; loại thứ hai là chế độ tự động bắn cả hai nòng với độ trễ 0,01 giây; loại thứ ba độc đáo ở chỗ lúc đầu nó bắn hai viên một loạt 6000 vòng/phút sau đó bắn một nòng với chế độ tự động 850 vòng/phút. Hộp đạn của súng này khá khác thường vì chia đôi thành hai cột: một cột chứa 30 viên đạn và một cột chứa 15 viên đạn.